# Elizabeth Kostova
Elizabeth Johnson Kostova (New London, 26 dicembre 1964) è una scrittrice statunitense.

## Biografia
Elizabeth Z. Johnson è nata a New London, in Connecticut ed è cresciuta a Knoxville, nel Tennessee, dove ha studiato. In seguito ha frequentato l'università di Yale e l'università del Michigan. Attualmente è sposata con un ricercatore bulgaro da cui ha preso il cognome.

## Carriera letteraria
Affascinata dalle storie di vampiri fin da quando da piccola girava l'Europa con la sua famiglia, e in particolare dalla figura di Vlad III Țepeș, nel 1994 durante un soggiorno sugli Appalachi ebbe l'idea per il suo romanzo Il discepolo, impiegando però ben 10 anni per terminarlo. Il romanzo fu immediatamente comprato dalla Little, Brown and Company per la cifra di 2 milioni di dollari (record per il romanzo di esordio di un autore sconosciuto, il cui compenso medio è in genere 35.000 dollari).
Il romanzo fu pubblicato il 14 giugno 2005 ottenendo fin dal principio un notevole successo vendendo oltre 70 000 copie nella prima settimana e andando al primo posto della lista dei best seller del The New York Times. Entro la fine dell'estate aveva già venduto quasi un milione di copie e alla fine dell'anno fu uno dei 10 libri più letti negli USA, venendo tradotto in 28 paesi.
Nel 2009 ha pubblicato il suo secondo romanzo Ossessione, riscuotendo un buon successo ma inferiore al precedente lavoro.

## Opere
- 2005 - Il discepolo (The Historian)
- 2009 - Ossessione (The Swan Thieves)